# فيريد يريحو
فيريد يريحو (بالعبرية: וֶרֶד יְרִיחוֹ) (بالإنجليزية: Vered Yeriho)‏ موشاف استيطاني إسرائيلية، أقيمت عام 1979 في غور الأردن شرق الضفة الغربية على أراضي بلدة النبي موسى في محافظة أريحا، وتقع إداريًا ضمن اختصاص مجلس البحر الميت الإقليمي وهي مركزه. في عام 2018 كان عدد سكانها 317 مستوطنًا.

## الجانب القانوني
يعتبر المجتمع الدولي المستوطنات الإسرائيلية في الضفة الغربية غير قانونية بموجب القانون الدولي، لكن الحكومة الإسرائيلية تعارض ذلك.